# Papp József (gyógyszerész)
Papp József (Marosvásárhely, 1935. augusztus 14. – Marosvásárhely, 1994. november 15.) erdélyi magyar gyógyszerész.

## Életútja
Középiskolát szülővárosában, a Bolyai Líceumban végzett (1952), egyetemi tanulmányait a Bolyai Tudományegyetem matematika-fizika szakán kezdte, majd a marosvásárhelyi OGYI gyógyszerészeti karán folytatta, ahol oklevelet szerzett (1957). Egy-egy évig dévai és vajdahunyadi patikákban, illetve a gernyeszegi Tüdő Preventórium gyógyszertárában dolgozott, 1959-től az OGYI Gyógyszerészeti Karának galenika tanszékén gyakornok, majd a gyógyszerészeti tudományok doktora (1971), főgyógyszerész (1980), 1990-től egyetemi előadó tanár. A Román Gyógyszerész Társaság és a nemzetközi molekuláris biológiai társaság tagja.

## Munkássága
Több mint 60 szakdolgozata román, magyar, angol és francia nyelven jelent meg bel- és külföldi szakfolyóiratokban különböző gyógyszerkészítmények előállításáról, a hatóanyagok közti kölcsönhatásokról, a makromolekulák viselkedéséről, a vitaminok biodiszponibilitásáról, valamint a műszeres meghatározásokról. Több dolgozata nemzetközi kongresszusokon is bemutatásra került, így Madridban (1969), Bázelben és Prágában (1970) és kétszer is Párizsban (1969, 1986). Kutatási eredményeit 4 újításban és 5 találmányban értékesítette.
Több magyar, illetve román nyelvű kőnyomatos egyetemi jegyzet és egyetemi tankönyv társszerzője:
- Îndrumător pentru lucrări practice de tehnică farmaceutică I. kötet. Marosvásárhely 1979; IV. kötet. Marosvásárhely  1981
- Gyógyszertechnológia I. kötet. Marosvásárhely  1984
- Reologia formelor farmaceutice 1985

Egy fejezettel szerepel Csőgör István Funcția de transport serumal al albuminei (1972) című könyvében.